# سيتاندا (فلم)
سيتاندا (بالإنجليزية: Sitanda) هو فيلم مغامرات درامي نيجيري صدرَ عام 2006 من إخراج علي نوهو الحائز على جائزة أكاديمية الفيلم الأفريقي ومن كتابةِ فيدل أكبوم. حصل الفيلم على 9 ترشيحات وفاز بـ 5 جوائز في حفل توزيع جوائز الأكاديمية الأفريقية للأفلام لعام 2007 بما في ذلك أفضل فيلم وأفضل فيلم نيجيري وأفضل مخرج وأفضل سيناريو أصلي.

## طاقم التمثيل
- علي نوهو
- ستيفاني أوكيريكي لينوس
- عزيزات صادق
- إيريتي دويل
- جوستوس عسيري
- بيمبو مانويل